# HD135485
HD135485 — хімічно пекулярна зоря спектрального класу B5, що має видиму зоряну величину в смузі V приблизно  8,2.
Вона  розташована на відстані близько 590,9 світлових років від Сонця.